# Cylon (Battlestar Galactica)
Cylonii  reprezintă o civilizație cibernetică aflată în război cu cele Douăsprezece Colonii ale umanității din franciza SF Battlestar Galactica. Aceștia apar în seria originală din 1978, în serialul secundar din 1980, în serialul reimaginat din 2004, precum și în serialul prequel Caprica. În serialul original din 1978, Cylon este și numele unei rase reptiliene extraterestre care a creat roboți de tip Cylon.
Natura și originea Cylonilor diferă foarte mult în diferitele continuări ale francizei. Cu toate acestea în toate serialele apar unitățile de luptă numite Cylon Raider, Cylon Basestar și Cylon Centurion. Serialul Caprica prezintă în detaliu creația pe planeta Caprica a Cylonilor, care diferă de ceilalți Cyloni care apar în cadrul francizei. Cylonii apar ca roboți metalici sau ca nave metal-biologice, în timp ce modelele avansate sunt clone umanoide mai puțin rezistente dar mai inteligente și maeștrii ai deghizării printre oameni.

## Legături externe
- Old "Cylons" la Battlestar Wiki
- New "Cylons" la Battlestar Wiki